# Zygfryd I (biskup kamieński)
Zygfryd I (ur. ?, zm. 1191) – duchowny rzymskokatolicki, biskup pomorski i kamieński.

## Biografia
Prawdopodobnie był Duńczykiem. Przed wyborem był proboszczem parafii katedralnej. Pierwszy biskup kamieński wybrany przez kapitułę katedralną.
W 1186 papież Urban III prekonizował go biskupem pomorskim. Brak informacji kiedy i od kogo otrzymał sakrę biskupią. Za pontyfikatu bpa Zygfryda I, 25 lutego 1188, papież Klemens III bullą Ex iniuncto nobis a Deo potwierdził przeniesienie stolicy diecezji pomorskiej z Wolina do Kamienia Pomorskiego, co faktycznie dokonał kilkanaście lat wcześniej bp Konrad von Salzwedel i zmienił nazwę biskupstwa na diecezja kamieńska.